# 쓰가루 다케히로
쓰가루 다케히로(일본어: 津軽建広, 생년 미상 ~ 1640년)는 에도 시대의 의사이며, 히로사키번 초대 번주 쓰가루 다메노부(津軽為信)의 사위이자 쓰가루 노부타케(津軽信建)의 가신이다. 다른 이름은 오카와치 다케히로(大河内建広)이다.
오다와라번의 의사의 아들로 고호조(後北条) 가문의 가신이었다. 오다와라 정벌 이후로는 낭인이 되었다가 쓰가루 가문에 봉사하게 되었다. 쓰가루 다메노부의 딸 도미(富)를 아내로 맞이하여 성을 '쓰가루'로 바꾸고, 다이코지 성(大光寺城)의 성주가 되었다. 다메노부의 맏아들 노부타케의 가신으로, 그 아들 구마치요(熊千代)의 후견인이 되었다.
노부타케와 다메노부가 죽고 쓰가루 노부히라가 번주 자리에 오르자, 가독 계승의 부당함을 지적하며 구마치요를 옹립하였다. 그는 막부에 대해 구마치요의 번주 상속을 호소하며 도쿠가와 이에야스의 중신이자 당시 로주(老中)였던 혼다 마사노부(本多正信)에게 소장을 제출하였다. 이 소장은 마사노부에게 접수되어 구마치요 쪽으로 힘이 실리는 듯했으나, 로주 안도 나오쓰구(安藤直次) 등이 이에 반대하면서, 결국 1609년, 막부는 노부히라를 적통으로 인정하고 대신 노부히라가 구마치요에게 매년 100 냥을 지급하는 것으로 결판을 내렸다. 이에 노부히라는 구마치요 일파를 숙청하였고, 다케히로는 거성인 다이코지 성을 공격당하고, 반역죄로 쓰가루에서 추방당하여 에도로 떠났다. 에도로 돌아온 그는 에도 성의 전의(典醫)가 되었다.